# Ordine del re George Tupou I
L'Ordine del re George Tupou I era un ordine cavalleresco del regno di Tonga.

## Storia
L'Ordine venne fondato nell'Ottocento dal primo re di Tonga, George Tupou I e fu difatti il primo ordine cavalleresco creato dal regno di Tonga. L'Ordine veniva concesso a quanti si fossero largamente distinti nel servizio personale al sovrano ed alla sua famiglia, oltre ad essere ovviamente concesso ai membri della famiglia reale tongana.
L'Ordine è stato abolito ufficialmente nel 2009 in quanto è confluito nell'Ordine della Casata Reale di Tonga.

## Classi
L'Ordine disponeva delle seguenti classi di benemerenza che danno diritto a dei post nominali qui indicati tra parentesi:
- Cavaliere di Gran Croce (K.G.C.G.T.)
- Cavaliere Commendatore (K.C.G.T.)
- Compagno (C.G.T.)

## Insegne
- La medaglia consiste in una stella raggiante d'argento a sei punte avente al proprio interno un medaglione a sfondo bianco decorato a smalti con lo stemma reale di Tonga, il tutto circondato da un anello a smalto rosso con inciso il motto "KO E OTUA MO TONGA KO HOKU TOFI'A" ("Dio e Tonga sono il mio patrimonio"). La medaglia è sostenuta al nastro tramite una corona di Tonga in argento.
- La placca da Cavaliere Commendatore dell'Ordine consiste in una stella raggiante d'argento a sette punte avente al proprio interno un medaglione a sfondo bianco decorato a smalti con lo stemma reale di Tonga, il tutto circondato da un anello a smalto rosso con inciso il motto "KO E OTUA MO TONGA KO HOKU TOFI'A" ("Dio e Tonga sono il mio patrimonio"). Il medaglione è sormontato da una piccola corona di Tonga in argento.
- La placca da Cavaliere di Gran Croce dell'Ordine consiste in una stella raggiante d'oro a otto punte avente al proprio interno un medaglione a sfondo bianco decorato a smalti con lo stemma reale di Tonga, il tutto circondato da un anello a smalto rosso con inciso il motto "KO E OTUA MO TONGA KO HOKU TOFI'A" ("Dio e Tonga sono il mio patrimonio"). Il medaglione è affiancato da quattro piccole corone di Tonga in argento poste in alto, in basso, a destra e a sinistra del disco centrale.
- Il nastro è rosso con tre strisce verticali bianche.